# 蘇珊夫人尋婚計
《蘇珊夫人尋婚計》（英語：Love & Friendship）是一部2016年愛爾蘭和美國合拍的愛情喜劇片，由惠特·史蒂曼執導和編劇，並與凱蒂·霍利和蘿蘭·布拉绍共同監製。電影改編自珍·奧斯汀的1871年小說《蘇珊夫人》。電影主演包括凱特·貝琴薩、薩維爾·山繆、克蘿伊·塞凡妮、史蒂芬·佛萊和艾瑪·葛林威爾。
電影的片名取自奧斯汀的小說《Love and Freindship》。電影於2016年1月23日在日舞影展上首映，並於2016年5月13日在美國有限上映，由Roadside Attractions和亞馬遜影業負責發行。《蘇珊夫人尋婚計》獲得了影評人普遍好評，並認為這是貝琴薩從影以來最佳的演出。

## 劇情
故事設定於1790年代，敘述喪夫的蘇珊·薇儂夫人為了躲避在社會間流傳的負面傳聞而搬到了其公婆的鄉村宅邸。為了讓自己和女兒躋身至上流社會，使得蘇珊必須不擇手段地計劃在多角愛戀中脫穎而出、獲得利益。

## 演員
- 凱特·貝琴薩 飾 Lady Susan Vernon
- 克蘿伊·塞凡妮 飾 Alicia Johnson
- 薩維爾·山繆 飾 Reginald DeCourcy
- 史蒂芬·佛萊 飾 Mr. Johnson
- 艾瑪·葛林威爾（英语：Emma Greenwell） 飾 Catherine Vernon
- 莫菲德·克拉克 飾 Frederica Vernon
- 詹姆斯·佛黎特（英语：James Fleet） 飾 Sir Reginald DeCourcy
- 潔瑪·雷德格雷夫（英语：Jemma Redgrave） 飾 Lady DeCourcy
- 湯姆·貝內特（英语：Tom Bennett (actor)） 飾 Sir James Martin
- 賈斯汀·愛德華茲（英语：Justin Edwards (actor)） 飾 Charles Vernon
- 珍·莫瑞（英语：Jenn Murray） 飾 Lady Lucy Manwaring

## 反響
《蘇珊夫人尋婚計》獲得了一致好評。爛番茄新鮮度高達97%，平均得分8.4／10。Metacritic得分87，代表「普遍好評」。主要稱讚導演的敘事和對於小說故事的改編功力，且不少影評人認為這是凱特·貝琴薩從影最佳演出。《帝國雜誌》給了電影五星的高評。
電影在美國的首映週末從四間戲院獲得了13萬2750美元的票房。2023年8月，本片在爛番茄整理「2010年代最佳50部喜劇」的排行榜，位居第17名。

## 外部連結
- Box Office Mojo上《蘇珊夫人尋婚計》的資料（英文）
- 互联网电影数据库（IMDb）上《Love & Friendship》的资料（英文）
- Metacritic上《Love & Friendship》的資料（英文）
- 爛番茄上《Love & Friendship》的資料（英文）
- 開眼電影網上《蘇珊夫人尋婚計》的資料（繁體中文）
- Yahoo奇摩電影上《蘇珊夫人尋婚計》的資料（繁體中文）
- 豆瓣电影上《蘇珊夫人尋婚計》的資料 （简体中文）